# 3192 A'Hearn
3192 A'Hearn è un asteroide della fascia principale. Scoperto nel 1982, presenta un'orbita caratterizzata da un semiasse maggiore pari a 2,3758558 au e da un'eccentricità di 0,1701654, inclinata di 2,87652° rispetto all'eclittica.
L'asteroide è dedicato all'astronomo statunitense Michael F. A'Hearn.